# Hajdukowszczyzna (Białoruś)
Hajdukowszczyzna (biał. Гайдукоўшчына; ros. Гайдуковщина) – wieś na Białorusi, w obwodzie witebskim, w rejonie brasławskim, w sielsowiecie Dalekie.

## Historia
W czasach zaborów w granicach Imperium Rosyjskiego.
W dwudziestoleciu międzywojennym wieś leżała w Polsce, w województwie nowogródzkim (od 1926 w województwie wileńskim), w powiecie dziśnieńskim (od 1926 w powiecie brasławskim), w gminie Bohiń.
Według Powszechnego Spisu Ludności z 1921 roku wieś zamieszkiwały 33 osoby, 6 było wyznania rzymskokatolickiego, 22 prawosławnego, a 5 staroobrzędowego. Jednocześnie 12 mieszkańców zadeklarowało polską przynależność narodową, a 21 białoruską. Było tu 9 budynków mieszkalnych. W 1931 w 9 domach zamieszkiwało 40 osób.
Miejscowość należała do parafii rzymskokatolickiej w Dalekiem i prawosławnej w Bohiniu. Podlegała pod Sąd Grodzki w Opsie i Okręgowy w Wilnie; właściwy urząd pocztowy mieścił się w Bohiniu.